# Выльтыдор
Выльтыдор — посёлок сельского типа, входящий в состав городского округа Сыктывкар. Расположен на правом берегу Сысолы в 5 км к востоку от центра Сыктывкара и в 2 км к западу от посёлка Краснозатонский.

## История
Выльтыдор был включён в состав Сыктывкара в мае 1983 года.
По другим данным посёлок Выльтыдор – официально зарегистрирован 19 июня 1981 г. на территории пригородной зоны г. Сыктывкара, 3 мая 1983 г. включен в состав г. Сыктывкара. 15 ноября 1990 г. вновь зарегистрирован как поселок, 19 ноября 1991 г. передан в административное подчинение Верхнемаксаковскому поселковому совету.

## Улицы
В посёлке пять улиц:
- Дачная
- Механическая
- Олега Кошевого
- Партизанская
- Приозёрная

## Учреждения и организации
В посёлке имеется дом культуры, детский сад.